# Stâncești, Hunedoara
Stâncești este un sat în comuna Dobra din județul Hunedoara, Transilvania, România.

## Monumente istorice
- Biserica de lemn „Cuvioasa Paraschiva”